# Лето (Флорида)
Лето (англ. Leto) — невключённое сообщество в северо-западной части округа Хилсборо, штат Флорида, США. Наряду с Иджипт-Лэйк, входит в состав статистически обособленной местности Иджипт-Лейк-Лето. С 1970 по 1990 год, являлось отдельной статистически обособленной местностью и было известно как Уэст-Парк (англ. West Park) в 1990 году. Население согласно данным переписи 1990 года составляло 10,347. В ZIP-код для Лета — 33614.

## География
Лето расположено в 28 градусах к северу, 82,5 градуса на запад (28.011, −82.517); или приблизительно в пяти милях к северо-западу от Тампы. «Лето» расположено на высоте 45 метров над уровнем моря.
Лето граничит с Тампским международным аэропортом на юге, Иджип-Лэйк — на востоке, Кэрролвудом — на севере, а Таун-н-Кантри — на западе.

## Большая поверхность дороги в лето
Некоторые из основных наземных дорог, обслуживающих сообщество, относятся: Dale Mabry Highway, Waters Avenue, Lambright Street.

## Образование
Сообщество Лето обслуживается Хилсборской школой. Leto High School находится в сообществе.

## Список литературы
1. 1 2  1970 census of population. Дата обращения: 3 марта 2018. Архивировано 22 июля 2017 года.
2. 1 2  1980 census of population. Дата обращения: 3 марта 2018. Архивировано 23 июля 2017 года.
3. 1 2  1990 census of population. Дата обращения: 3 марта 2018. Архивировано 22 июля 2017 года.
4. ↑  
CENSUS OF POPULATION AND HOUSING (1790-2000). U.S. Census Bureau. Дата обращения: 17 июля 2010. Архивировано из оригинала 8 июля 2010 года.
5. ↑  Census area returned as West Park in 1990
6. ↑  Not separately returned in 2000. Community combined with Egypt Lake to form Egypt Lake-Leto
7. ↑  US Gazetteer files: 2010, 2000, and 1990. United States Census Bureau (12 февраля 2011). Дата обращения: 23 апреля 2011. Архивировано из оригинала 27 мая 2002 года.
8. ↑  Leto profile from Hometown Locator. Дата обращения: 3 марта 2018. Архивировано 4 марта 2018 года.
9. ↑  Leto High School Архивировано 11 марта 2007 года.